# Leitrim GAA
Il Leitrim County Board della Gaelic Athletic Association (GAA) (Cumann Lúthchleas Gael Coiste Chontae Liatroma in irlandese) o Leitrim GAA è uno dei 32 county board in Irlanda deputati all'organizzazione e diffusione degli sport gaelici, ed è responsabile delle attività nella Countea di Leitrim. Il county board è anche responsabile per la gestione delle rappresentative della contea, chiamate anch'esse Leitrim GAA.
A causa delle sue modeste dimensioni territoriali e per la poca popolazione della contea, Leitrim è considerata spesso "il pesce piccolo del Connacht" e "una delle contee Cenerentola della GAA". La franchigia non è mai considerata come una seria pretendente ai titoli principali. La squadra maggiore di calcio gaelico gioca nel Connacht Senior Football Championship e nella Division 4 della National Football League. La franchigia non ha mai disputato una finale All-Ireland e ha vinto due Connacht Senior Football Championship, il più recente nel 1994.
Leitrim vanta due titoli FBD Insurance League. Hanno vinto la competizione per la prima volta nel 2013 riuscendo poi a difenderlo e a rivincerlo nell'edizione successiva.

## Colori e simboli
I colori di Leitrim sono oro e verde: il fatto è abbastanza curioso perché il confinante Donegal ha gli stessi identici colori tradizionali, anche se ormai disposti in maniera totalmente differente. La prima divisa coi colori tradizionali è del 1917 circa ed era contraddistinta da maglia verde con banda dorata. Non fu del tutto definitiva tuttavia, dato che fu intervallata anche da maglie bianco-verdi negli anni venti. Nel 1927 furono invece costretti ad indossare le maglie di Dublino in una partita a Tuam contro il Kerry, squadra verde-oro per antonomasia. Per gran parte della storia la franchigia ha continuato ad usare le maglie tradizionali, fino a che negli anni novanta non si è deciso di rimuovere la banda orizzontale. Da quel momento la maglia della contea è verde con dettagli più marginali, a seconda delle annate più o meno vistosi, di color giallo. 
La presenza di Mayo nella stessa provincia, anch'essa verde sebbene con banda rossa, ha contribuito a far avere a Leitrim da quasi sempre una maglia alternativa, piuttosto rare nel panorama inter-county: in genere è col giallo ed il verde invertiti rispetto alla versione casalinga.

## Calcio gaelico
A livello di calcio gaelico i massimi successi della squadra consistono nei due Connacht Senior Football Championship vinti in due occasioni (1927 e 1994). A livello All-Ireland hanno perso nel 1927 la semifinale contro Kerry per due soli punti. Quello stesso anno ebbero una grande fortuna in occasione della finale provinciale durante la quale, la più quotata Roscommon non poté schierare per infortunio ben cinque dei suoi quindici titolari.

### Honours
- All-Ireland Senior "B" Football Championships:
  - 1990, 1991, 1992
- Connacht Senior Football Championships: 2
  - 1927, 1994
- Connacht Under-21 Football Championships: 3
  - 1945, 1956, 1991
- Connacht Minor Football Championships: 1
  - 1956, 1977, 1998
- Connacht Junior Football Championships 6
  - 1938, 1941, 1946, 1952, 1962, 2004
- Connacht Vocational Schools Championships:2
  - 1972, 1995

### Club della contea
- Allen Gaels
- Annaduff
- Aughavas
- Aughawillan
- Aughnasheelin
- Ballinaglera
- Bornacoola
- Carrigallen
- Cloone
- Dromahaire
- Drumkeerin (CLG Droim Caorthainn)
- Drumreilly
- Eslin
- St. Caillins
- Glencar/Manor
- Glenfarne/Kilty
- Gortletteragh
- Kiltubrid
- Leitrim Gaels
- Melvin Gaels
- Mohill
- Sean O Heslins
- St. Marys
- St. Osnatts

## Hurling
Come avviene in molte contee al di fuori del Leinster meridionale o del Munster, l'hurling non riscuote molto successo tra la popolazione e ne consegue che il livello della franchigia rappresentativa sia piuttosto basso.

### Titoli
- Connacht Junior Hurling Championship: 4
  - 1969, 1970, 1975, 1976
- Connacht Minor Hurling Championship: 1
  - 1965